# Beaver (Washington)
Beaver es un área no incorporada ubicado en el condado de Clallam en el estado estadounidense de Washington.

## Geografía
Beaver se encuentra ubicado en las coordenadas 48°3′26″N 124°20′51″O / 48.05722, -124.34750.